# Mustafá Aberchán
Mustafá Hamed Moh Mohamed Aberchán (Melilla, 17 de octubre de 1959), más conocido como Mustafá Aberchán (Aberchán es el nombre del clan familiar bereber al que pertenece), es un político español, líder desde su fundación de la formación política Coalición por Melilla.

## Biografía
Nacido y criado en el barrio melillense de Monte María Cristina, sus padres regentaban una tienda de comestibles. Accedió a la nacionalidad española a los 27 años, en 1987, tras el proceso de regularización efectuado en Ceuta y Melilla para otorgar la nacionalidad española a los musulmanes de ambas ciudades, los cuales, hasta entonces, no habían podido acceder más que a la denominada "tarjeta de estadística", que únicamente probaba su residencia en dichos territorios. Hasta entonces, como muchos de los musulmanes ceutíes y melillenses, disponía también de pasaporte marroquí, una ciudadanía a la que, de acuerdo con la legislación de dicho país, es imposible renunciar.
Tras estudiar el bachillerato en el Colegio del Carmen de Melilla, regentado por los Hermanos de La Salle, Aberchán obtuvo una beca del Gobierno marroquí, lo que le permitió trasladarse a Granada, en cuya universidad obtuvo la licenciatura de Medicina, especializándose en Cirugía Digestiva. Allí conoció a la que posteriormente se convertiría en su mujer, Zahra Karam, nacida en la ciudad marroquí de Larache, con la que se casó a los 25 años, tras obtener ambos la licenciatura en Medicina, y con la que tuvo tres hijas.
Tras obtener la licenciatura en medicina, trabajó hasta 1994 en el Hospital Comarcal de Baza como cirujano, pero la subvención obtenida del Gobierno marroquí le impidió legalmente desde entonces seguir ejerciendo su especialidad en un hospital público español, por lo que volvió a Melilla en 1995, donde abrió su propia consulta, en la que solo podía practicar operaciones de cirugía menor. Operaba también esporádicamente en un hospital de Nador, cerca de la frontera entre la urbe melillense y Marruecos.
Aberchán había militado en las Juventudes Socialistas de España (JSE), la organización juvenil del PSOE. Dos de sus hermanos, Benaisa y Aisha, militaban en el PSOE (el primero había sido concejal socialista en el Ayuntamiento de Melilla). Al producirse la escisión de un sector islámico del PSOE de Melilla, entre los que se encontraban sus hermanos, para formar Coalición por Melilla (CpM), pensaron en Mustafa como cabeza visible y candidato. En las elecciones de 1995, las primeras tras la aprobación del estatuto de autonomía de las ciudades autónomas, Aberchán fue cabeza de lista de CpM, formación que obtuvo 4 representantes, convirtiéndose en la tercera fuerza de la Asamblea, apenas a un representante del PSOE. En agosto de 1998, Enrique Palacios, que había dejado el gobernante PP para formar el Partido Independiente de Melilla, presentó una moción de censura contra el presidente Ignacio Velázquez. La moción, que contaba con el apoyo de CpM y el PSOE, dio la presidencia a Enrique Palacios, el cual nombró consejero de Medio Ambiente a Aberchán. Aberchán ocupó el puesto de consejero de medio ambiente hasta  final de la legislatura en mayo de 1999. 

## Presidente de Melilla
En las elecciones de 1999, CpM, con Aberchán de nuevo como cabeza de lista, obtuvo la segunda posición, con cinco representantes, tras el GIL, que obtuvo siete; y empatado en número de concejales con el Partido Popular. En los siguientes días se llevaron a cabo conversaciones para formar un pacto anti-GIL y dejar fuera del gobierno a dicho partido. Así, el PSOE, Unión por Melilla, el PP y el Partido Independiente de Melilla, que sumaban 13 de los 25 miembros de la Asamblea, acordaron dar sus votos al líder de UPM, Juan José Imbroda. CpM no se unió al pacto ante su falta de acuerdo para apoyar a Imbroda. Sin embargo, en la votación de investitura, el 6 de julio de 1999, en la que CpM decidió votar a su candidato, Mustafá Aberchán, este recibió también los votos del GIL, del Partido Independiente de Melilla y de dos diputados del PSOE que hicieron caso omiso a la ejecutiva federal del Ferraz, liderada por Joaquin Almunia, que prohibió cualquier tipo de pacto con CpM o el GIL, algo que hizo que Aberchán se convirtiese en el primer presidente musulmán de una autonomía en España y con tan solo 39 años de edad.
Aberchán formó un gobierno tripartito con el GIL, el Partido Independiente de Melilla y personas de la sociedad civil melillense. Sin embargo, tras un año de inestabilidad, Mustafa Aberchán perdió una moción de censura liderada por la Unión del Pueblo Melillense y apoyada por el PP, el PSOE y el Partido Independiente de Melilla. Los cuatro partidos pactaron la moción y decidieron dar sus votos al entonces líder de la UPM Juan José Imbroda, que estuvo al frente del gobierno melillense hasta el 15 de junio de 2019.

## Actividad política posterior
En abril de 2013 Mustafá Aberchán se encontró con 70 inmigrantes que acababan de saltar la valla que separa Melilla de Marruecos en la puerta de su casa, cercana a la frontera. Los inmigrantes estaban acorralados por la Guardia Civil en la puerta de la casa de Aberchán. Aberchán negoció junto al presidente de la ONG Prodeim José Palazón, que defiende los derechos de los inmigrantes, con la Guardia Civil para que los inmigrantes fueran trasladados al CETI (Centro de Estancia Temporal de Inmigrantes), finalmente los inmigrantes fueron trasladados por la Guardia Civil hasta el CETI.
Unos meses después Mustafa Aberchán y el activista José Palazón fueron llamados a declarar a juicio por lo ocurrido, quedando absueltos.
Tras las elecciones generales de 2019, Coalición por Melilla, el partido por él liderado junto con el PSOE auparon a la presidencia de la ciudad autónoma a Eduardo de Castro, único diputado de Ciudadanos en la Asamblea de Melilla. 
En noviembre de 2018 fue condenado a dos años de cárcel y dos años y medio de inhabilitación para el derecho de sufragio pasivo por dos delitos electorales y un delito continuado de estafa en la trama de compra de votos por correo para las elecciones al Senado de 2008, junto con el exsecretario general del partido socialista melillense, Dionisio Muñoz, sentencia confirmada por el Tribunal Supremo en febrero de 2021.
La confirmación de la condena de inhabilitación le impidió concurrir a las elecciones autonómicas de mayo de 2023 en las que su partido, Coalición por Melilla, y su entorno familiar se vieron implicados en un nuevo caso de supuesta compra de votos por correo.